# Panteó Arquer i Morató
El Panteó Arquer i Morató és una obra eclèctica de Cardedeu (Vallès Oriental) inclosa a l'Inventari del Patrimoni Arquitectònic de Catalunya.

## Descripció
El panteó s'alça sobre un espai quadrangular i és fet en pedra granítica, de grans blocs. La coberta és a quatre vessants. La part d'accés al panteó està composta de dues columnes que reposen sobre grans basaments i a sobre d'ells un arc de mig punt. Sobre la coberta hi ha una creu de pedra. A la part posterior hi ha una finestra d'ull bou.
L'interior és un petit espai en marbre amb les tombes a cada costat i un Crist al front. Inscripció a l'interior.

## Història
A la llinda de la porta d'entrada hi ha la inscripció de la família a la qual pertany el panteó; Arquer i Morató, Vda. Diviu.
Fou construïda per la família E. Riviol Cals; el desembre de 1926, s'encarregà el projecte i es va construir el 1927.